# Иванов, Александр Иванович (этнограф)
Алекса́ндр Ива́нович Ивано́в (1820—1890) — русский статистик, этнограф, исследователь Олонецкого края, краевед.

## Биография
Систематического образования не получил.
Службу начал корректором «Олонецких губернских ведомостей».
С 1845 по 1864 год являлся редактором неофициальной части газеты «Олонецкие губернские ведомости», а также выпусков «Памятной книжки Олонецкой губернии» и «Олонецкого сборника».
В 1866—1887 годах А. И. Иванов занимал должность секретаря Олонецкого губернского статистического комитета и старшего чиновника особых поручений при Олонецком губернаторе.
Принимал деятельное участие в организации в Петрозаводске в 1871 году Естественно-промышленного и историко-этнографического музея.
Являлся членом-сотрудником Императорского Русского географического общества. Награждён золотой медалью Общества любителей естествознания, антропологии и этнографии.

## Сочинения
Автор более 100 публикаций по народной литературе, этнографии, истории и статистике Олонецкой губернии.
- Этнографические материалы Олонецкой губернии. Народные обычаи, сказки, песни, предания, поверья, суеверия, приметы, пословицы, поговорки, загадки, словари местного языка и пр. // Олонецкие губернские ведомости. 1847. № 25.
- Народное поверье. Ликантропы: люди-волки, люди-медведи // Олонецкие губернские ведомости. 1853. № 20.
- Фаддей Блаженный, современник Петра Великого (Биографический очерк, составленный по современной рукописи) // Памятная книжка Олонецкой губернии на 1858 год. Петрозаводск, 1858. С. 216—219.
- Материалы для биографии Г. Р. Державина // Памятная книжка Олонецкой губернии на 1868—1869 год. Петрозаводск, 1869. С. 201—212.
- Обустройство между Белым морем и Онежским озером усовершенствованного пути. — Петрозаводск, 1885
- Материалы для статистики судостроения, судоплавания и пароходства в Олонецкой губернии // Олонецкий сборник. — Петрозаводск, 1886. Вып. 2
- Тивдийские мраморные ломки: (В Петрозаводском уезде). — Петрозаводск: Губ. Тип., 1876. — 41 с.